# Discoloma pygmaeum
Discoloma pygmaeum is een keversoort uit de familie Discolomatidae. De wetenschappelijke naam van de soort is voor het eerst geldig gepubliceerd in 1930 door Nevermann.